# Mia Clift
Mia Clift (* 2. August 2004 in Melbourne) ist eine australische Snowboarderin. Sie startet in der Disziplin Snowboardcross.

## Werdegang
Clift, begann im Alter von fünf Jahren mit dem Snowboarden und nahm im Sommer 2019 erstmals am Australia New Zealand Cup teil und gewann dabei die Snowboardcross-Wertung. Im Snowboard-Weltcup startete sie erstmals im November 2021 im Secret Garden, wobei sie den 22. Platz errang. In den folgenden Jahren wurde sie 2023 und 2024 jeweils Dritte in der Snowboardcross-Wertung des Australia New Zealand Cups und erreichte in der Saison 2023/24 ihre ersten Top-Zehn-Platzierungen im Weltcup. In den Saison 2024/25 kam sie in Mont Sainte-Anne mit dem Plätzen drei sowie zwei erstmals im Weltcup aufs Podest und errang zum Saisonende den achten Platz im Snowboardcross-Weltcup. Beim Saisonhöhepunkt, den Weltmeisterschaften 2025 im Engadin, belegte sie den neunten Platz im Einzel und holte zusammen mit Cameron Bolton die Silbermedaille im Teamwettbewerb.

## Erfolge

### Snowboard-Weltmeisterschaften
- 2025 Engadin: 2. Platz Snowboardcross Team, 9. Platz Snowboardcross

### Weltcup-Gesamtplatzierungen
| Saison  | Platz | Punkte |
| ------- | ----- | ------ |
| 2021/22 | 43.   | 14     |
| 2023/24 | 19.   | 203    |
| 2024/25 | 8.    | 342    |

### Australia New Zealand Cup
- 2019/20: 1. Platz Snowboardcross-Wertung
- 5 Podestplatzierungen, davon 1 Sieg